# Títulos do Esporte Clube Juventude
A lista abaixo contém os títulos da história do Esporte Clube Juventude no futebol, que tem no total 40 taças oficiais e não oficiais, o mais importante deles a Copa do Brasil de 1999. Também constam na lista os títulos obtidos pelo clube no futebol de salão e na bocha.

## Futebol Masculino

### Nacionais
- Copa do Brasil — 1 (1999)

- Campeonato Brasileiro Série B — 1 (1994)

### Estaduais
- Campeonato Gaúcho — 1 (1998)
- Copa FGF — 2 (2011 e 2012)
- Copa Governador do Estado — 2 (1975 e 1976)
- Campeonato da Região Serrana — 1 (2014)
- Campeonato do Interior Gaúcho — 17 (1964, 1965, 1966, 1986, 1991, 1993, 1994, 1995, 1996, 1998, 2001, 2006, 2007, 2008, 2011, 2021 e 2025)

### Municipais
- Campeonato Citadino de Caxias do Sul — 23 (1920, 1921, 1922, 1923, 1924, 1925, 1926,1928, 1929, 1930, 1931, 1932, 1933, 1934, 1935, 1936, 1938, 1939, 1940, 1941, 1949, 1950 e 1952)

- Torneio Dia Futebol — 1 (1941)
- Torneio Encerramento — 2 (1940 e 1948)
- Torneio Extra — 1 (1952)
- Torneio Inicio — 8 (1936, 1941, 1942, 1943, 1945, 1948, 1949 e 1950)

### Torneios amistosos
- Quadrangular Longevidade — 1 (2016)
- Torneio da Festa da Uva — 1 (1961)
- Torneio Abramo Eberle — 1 (1936)
- Torneio Capão da Canoa — 1 (1984)
- Torneio Cidade Marilia/SP — 1 (2002)
- Torneio Dia Do Desporto — 1 (1936)
- Torneio Triangular Caxias do Sul — 2 (1952 e 1954)
- Torneio Uruguaiana — 1 (1987)
- Torneio Verão — 1 (1979)

### Categorias de base

#### Internacionais
- Efipan (Sub-13) — 1 (2011)
- Viareggio Cup — 11º Lugar (2012)

#### Estaduais
- Campeonato Gaúcho Sub-20 — 4 (2001, 2010, 2013 e 2016)
- Campeonato Gaúcho Sub-17 — 2 (2011, 2022 e 2024)

## Futebol Feminino
- Campeonato Gaúcho — 3 (2004, 2005 e 2006)
- Campeonato do Interior — 3 (2022, 2023 e 2024)

## Futebol de Salão
- Campeonato Gaúcho - Série Prata — 2 (1997 e 2015)
- Campeonato Gaúcho - Série Bronze — 1 (1996)

## Bocha
- Campeonato Gaúcho de Bocha — 4 (1988, 1993, 1997 e 1998)
- Campeonato Municipal de Bocha — 8 (1990, 1991, 1992, 1997, 1998, 2002, 2004 e 2007)
- Copa 100 anos do Mútuo Socorro — 1 (1987)
- Copa dos Campeões Estaduais — 4 (1993, 1995, 1996 e 1998)